# Kairoer Trilogie
Die Kairoer Trilogie (arabisch الثلاثية, DMG aṯ-Ṯulāṯīya oder ثلاثية القاهرة / Ṯulāṯīyat al-Qāhira) ist eine Romantrilogie des ägyptischen Autors und Nobelpreisträgers Nagib Mahfuz. Sie entstand in den Jahren 1946–1952, erschien aber erst 1956–1957. Mahfuz behandelt in dem Werk das Leben einer Kairoer Familie über mehrere Generationen (1917–1944).
Die drei Bände sind:
- Zwischen den Palästen (arabisch: بين القصرين / Baina l-Qaṣrain, arabische Erstausgabe 1956; deutsche Übersetzung von Doris Kilias 1992)
- Palast der Sehnsucht (قصر الشوق / Qaṣr aš-Šawq, 1957, dt. 1993)
- Zuckergässchen (السكرية / as-Sukkarīya, 1957, dt. 1994)

## Titel
Die arabischen Titel der drei Romane sind den Namen tatsächlicher Straßen in Kairo, der Stadt, in der Mahfuz seine Kindheit und Jugend verbrachte, entnommen. Der erste Roman (Baina l-Qaṣrain) ist nach der mittelalterlichen Kairoer Straße im Stadtteil Gamaliya benannt, in der der streng sozialkonservative Protagonist Ahmad ’Abd al-Jawad und seine Familie leben. Der zweite Roman (Qaṣr aš-Šawq) ist nach der Straße benannt, in der sein ältester Sohn Yasin und dessen Familie leben; und der dritte (as-Sukkarīya) nach der Straße, in der seine Tochter Khadijah und ihre Familie leben.

## Handlung
Die Trilogie folgt dem Leben des Kairoer Patriarchen Al-Sayyid (Herr) Ahmad ’Abd al-Jawad und seiner Familie über drei Generationen hinweg, von 1919, dem Jahr der ägyptischen Revolution gegen die britischen Kolonialherren in Ägypten, bis fast zum Ende des Zweiten Weltkriegs im Jahre 1944. Die drei Romane repräsentieren drei Epochen des soziopolitischen Lebens der Kairoer, einen Mikrokosmos des frühen 20. Jahrhunderts, anhand des Lebens eines wohlhabenden Kairoer Kaufmanns sowie seiner Kinder und Enkelkinder.
Gegenüber Kamal, dem jüngsten Sohn von ’Abd al-Jawad, gibt Mahfuz zu, dass er ihm einige Züge von sich selbst gibt, da sie beide einen Bachelor in Philosophie an der heutigen Universität Kairo gemacht haben und Probleme mit den tiefgreifenden Widersprüchen haben, die sie zwischen den religiösen Grundsätzen und den wissenschaftlichen Entdeckungen des Westens erkennen.
Im ersten Roman noch ein Kind, im zweiten ein Student und im dritten ein unverheirateter Lehrer, verliert Kamal seinen Glauben an die Religion, an die Liebe und an die Traditionen und lebt im zweiten und dritten Roman als Außenseiter in seiner eigenen Gesellschaft. Er sucht weiter nach dem Sinn seines Lebens bis zur letzten Szene, in der sich Kamals Lebenseinstellung zum Positiven wandelt, da er beginnt, sich als idealistischer Lehrer, zukünftiger Ehemann und revolutionärer Mann zu sehen.
Mahfuz sieht in der Entwicklung der Gesellschaft einen wichtigen Einfluss auf die Rolle der Frau. Er stellt die traditionellen, gehorsamen Frauen dar, die nicht zur Schule gehen, wie Amina, ’Abd al-Jawads Frau, und ihre Töchter im ersten Roman; Frauen als Studentinnen an der Universität wie Aida, Kamals Geliebte, im zweiten Roman; und Frauen als Studentinnen an der Universität, Mitglieder der marxistischen Partei und Herausgeberinnen der Parteizeitung im dritten Roman.
In der gesamten Trilogie entwickelt Mahfuz sein Thema weiter: Der soziale Fortschritt wird das unvermeidliche Ergebnis des evolutionären Geistes der Menschheit sein. Die Zeit ist das wichtigste Leitmotiv in allen drei Büchern, und ihr Vergehen wird auf buchstäbliche und symbolische Weise markiert, vom täglichen Stampfen des Brotteigs am Morgen, der als Wecker für die Familie dient, bis zu den stündlichen Gebetsrufen, die von den Minaretten Kairos ertönen. Im ersten Roman schreitet die Zeit langsam voran; diese Geschichte gehört Kamal, der noch ein Kind ist. Die Beständigkeit der Kindheit ist ausgeprägt, und die Minuten vergehen oft wie Stunden. Und doch gibt es unausweichliche Veränderungen: Schwestern heiraten, Babys werden geboren, Großeltern sterben, das Leben geht weiter. Die Zeit vergeht im nächsten Buch schneller, im dritten verdoppelt sie sich noch einmal. Am Ende der Trilogie scheinen für Kamal, den Mann mittleren Alters, ganze Jahre zu vergehen.